# Самаритянское письмо

Уличный указатель в самаритянском районе города Холон. Написан на современном иврите, на английском и на иврите самаритянским письмом

Самаритянское письмо — алфавит, родственный древнееврейскому письму, однако ок. II в. до н. э. отделившийся от него и сохранившийся с тех времён в практически неизменном виде.
Алфавитом пользуются самаритяне, живущие в настоящее время в Израиле, для записей на языках иврит и арамейском.

## Буквы

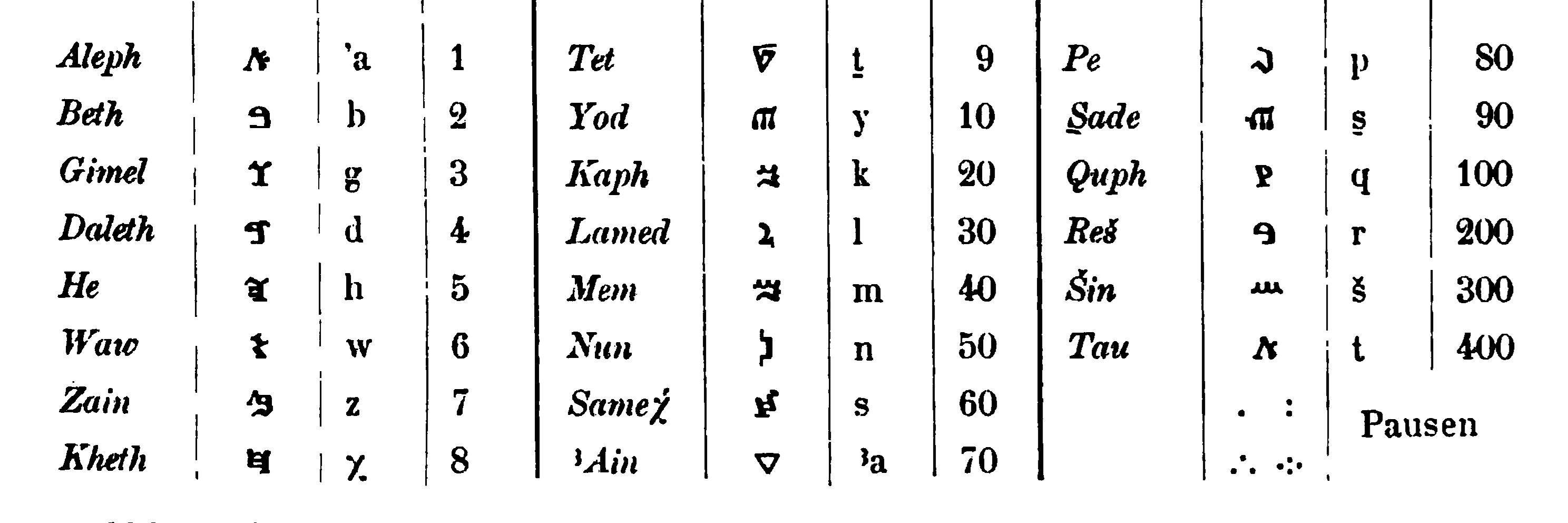
Самаритянский алфавит (Faulmann)

| Согласные ࠀ ā'lāf ࠁ bīt ࠂ gā'mān ࠃ dā'lāt ࠄ īy ࠅ bâ ࠆ zēn ࠇ īt ࠈ ţīt ࠉ yūt ࠊ kâf ࠋ lā'bāt ࠌ mīm ࠍ nūn ࠎ sin’gât ࠏ īn ࠐ fī ࠑ şâ'dīy ࠒ qūf ࠓ rīš ࠔ šān ࠕ tāf | Гласные ࠖ ࠗ ā'lāf ࠘ occlusion ࠙ дагеш ࠚ epenthetic yūt ࠛ epenthetic yût ࠜ ē ࠝ e ࠞ â ࠟ ā ࠠ a ࠡ æ̂ ࠢ ǣ ࠣ æ ࠤ ă ࠥ ă ࠦ ū ࠧ u ࠨ î ࠩ ī ࠪ i ࠫ o ࠬ сукун | Пунктуация ࠭ ࠮ ࠯ ࠰ ࠱ ࠲ ࠳ ࠴ ࠵ ࠶ ࠷ ࠸ ࠹ ࠺ ࠻ ࠼ ࠽ ࠾ ࠿ |